# Rick Mofina
Rick Mofina, né le 6 avril 1959 à Belleville, dans la province de l'Ontario, est un écrivain et journaliste canadien, auteur de roman policier.

## Biographie
Il passe sa jeunesse à Belleville, une banlieue à l'est de Toronto, en Ontario. Il fait des études à l'université Carleton, où il étudie le journalisme. Ensuite, il est successivement reporter pour le Toronto Star, le Ottawa Citizen et The Calgary Herald.
En 2000, il publie La Dérive des anges (If Angels Fall), premier volume d'une série consacrée à Tom Reed et Walt Sydowski, un journaliste et un policier de San Francisco. Avec le troisième roman de cette série, Le Sang des autres (Blood of Others), paru en 2002, il est lauréat du prix Arthur-Ellis 2003 du meilleur roman.
En 2009, il amorce la publication d'une nouvelle série policière ayant pour héros Jack Gannon, un journaliste spécialisé dans les affaires criminelles qui travaille pour la World Press Alliance, une agence de presse sise à Buffalo dans l'État de New York.

## Œuvre

### Romans

#### SérieTom Reed et Walt Sydowski
- If Angels Fall (2000) Publié en français sous le titre La Dérive des anges, Québec Alire, coll. « GF » no 19, 2012  (ISBN 978-2-89615-083-0)
- Cold Fear (2001) Publié en français sous le titre La Peur au corps, Québec, Alire, coll. « GF » no 23, 2013  (ISBN 978-2-89615-093-9)
- Blood of Others (2002) Publié en français sous le titre Le Sang des autres, Québec, Alire, coll. « GF » no 25, 2015  (ISBN 978-2-89615-098-4)
- No Way Back (2003) Publié en français sous le titre Sans retour, Longueuil, Messageries ADP, 2015  (ISBN 978-2-89615-102-8)
- Be Mine (2004) Publié en français sous le titre Tu seras mienne, 2014  (ISBN 978-2-89615-793-8)

#### SérieJason Wade
- The Dying Hour (2005) Publié en français sous le titre Dernière Heure (ISBN 978-2-89615-234-6)
- Every Fear (2006)
- A Perfect Grave (2007)

#### SérieJack Gannon
- Vengeance Road (2009) Publié en français sous le titre Vengeance Road, Toronto, Harlequin Enterprises, coll. « Mosaïc », 2013  (ISBN 978-2-280-27833-1), réédition sous le titre Passe ton chemin, Toronto, Harlequin Enterprises, coll. « Les Best-sellers » no 662, 2015  (ISBN 978-2-28034-369-5)
- The Panic Zone (2010) Publié en français sous le titre Zone de contagion, Toronto, Harlequin Enterprises, coll. « Mosaïc », 2013  (ISBN 978-2-280-31531-9)
- In Desperation (2011)
- The Burning Edge (2011)

#### SérieKate Page
- Whirlwind (2014)
- Full Tilt (2015)
- Every Second (2015)
- Free Fall (2016))

#### Autres romans
- Six Seconds (2009)
- They Disappeared (2012)
- Into the Dark (2013)
- The Only Human (2014)
- Last Seen (2018)
- Missing Daughter (2019)
- Search for Her (2021)
- Her Last Goodbyes (2022) Publié en français sous le titre Son dernier adieu, Alire, 2025,  (ISBN 9782898350641)
- Everything She Feared (2023)

### Recueils de nouvelles
- Dangerous Women & Desperate Men (2011)
- Three to the Heart (2012)
- Day of the Bone Thief (2013)

### Nouvelles
- As Long As We Both Shall Live (2011)
- Blood Red Rings (2011)
- Lightning Rider (2011)
- Three Bullets to Queensland (2011)
- Backup (2012)
- The Last Pursuit (2012)
- A Lifetime Burning in a Moment (2012)

## Prix et distinctions

### Prix
- Prix Arthur-Ellis 2003 du meilleur roman pour Blood of Others[1]
- Prix Barry 2020 du meilleur livre de poche pour Missing Daughter[2]

### Nominations
- Prix Arthur-Ellis 2001 du meilleur premier roman pour If Angels Fall[1]
- Prix Arthur-Ellis 2002 du meilleur roman pour Cold Fear[1]
- International Thriller Writers Awards (en) 2006 du meilleur livre de poche original pour The Dying Hour[3]
- Prix Shamus 2010 du meilleur livre de poche original pour Vengeance Road[4]
- International Thriller Writers Awards 2010 du meilleur livre de poche original pour Vengeance Road[3]
- Prix Shamus 2011 du meilleur livre de poche original pour The Panic Zone[4]
- International Thriller Writers Awards 2015 du meilleur livre de poche original pour Whirlwind[3]
- Prix Barry 2022 du meilleur livre de poche pour Search for Her[2]
- Prix Barry 2024 du meilleur livre de poche pour Everything She Feared[2]